# イノシシ上科
イノシシ上科（イノシシじょうか、猪上科、学名：Suoidea）は、哺乳綱鯨偶蹄目猪豚亜目に属する分類群の一つ。
漸新世にヨーロッパで誕生し、その後エンテロドン科と競合し、森林の優れた草食哺乳類として地位を固めて今も繁栄し続けている。

## 進化史
イノシシ科は漸新世前期のヨーロッパに出現し、ペッカリー科は同時代の北アメリカ大陸に出現した。そのグループは恐らくイノシシ科から派生して出現したものだと考えられている。
両科同士で競合した事はなく、臼歯の複雑化、食料を掘りだすための吻が長くなり、その吻に大量の神経が集中的に通ることで嗅覚が発達し、地中の食料を探しだすことに適応した。また武装化、巨大化などと両科は並行進化してきたが異なる点もある。例を挙げるとペッカリー科は四肢は長めで現在の種の指は中指と薬指だけになっていて、走行にすこし特化してきている。これらの進化のおかげでイノシシ上科は多種多様な分類群になっている。
初期のイノシシ上科はまだまだ小さいものであったが、しだいに大きくなり、ペッカリー科とイノシシ科の並行進化の例で挙げた通りの理由で、森の優れた大型雑食動物として地位を固めてきた。イノシシ上科は中新世にエンテロドン科と競合し見事に勝利を収め、エンテロドン科が占めていたニッチを占め現在も繁栄してる。また、両科は互いに分布域を守っていってきたが、現在は人為的に持ち込まれたイノシシ科によって、ペッカリー科の絶滅が懸念されている。

## 形態
あまり二つの科の形態は変わらないが、歯の形や数などに多少違いがあり、胴と頭の区別がはっきりしない。鼻先は軟骨でできている。

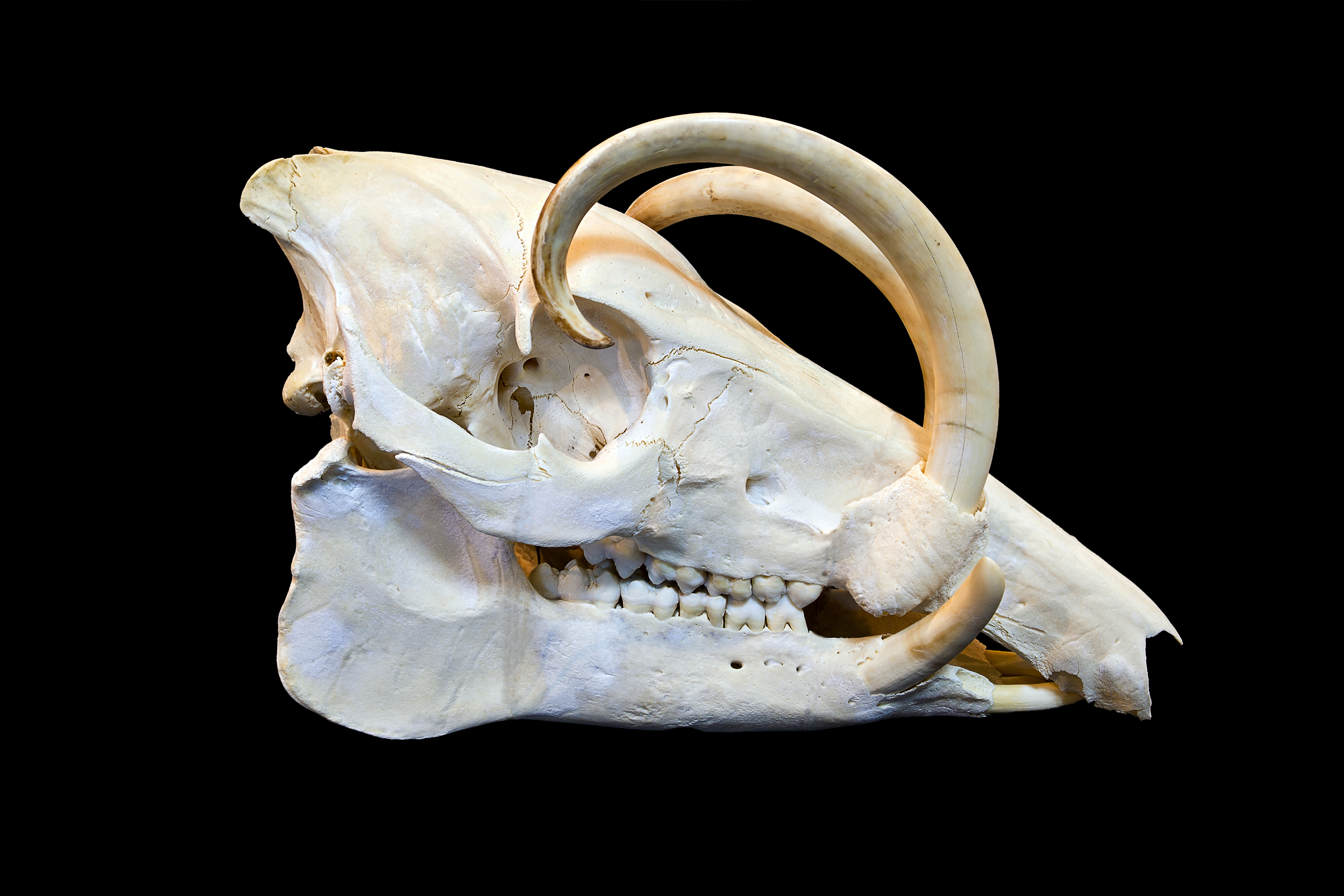
バビルサの非常に発達した牙。

### イノシシ科
最古の化石記録は始新世後期の中国で当時まだまだ小柄な形であったが、後に体が大型化し、胴が太くなっていた。そして最大のもので肩高は1 mにもなる。歯は臼歯は複雑化し、吻が長く、犬歯が大きくなり牙となり、ペッカリー科と違い大きく湾曲している。また、ブノドントであり、雑食性であることを示している。ペッカリー科とはそこまで変わらない。また、現世のバビルサという種は非常に犬歯（牙）が発達している。ほとんどのイノシシ科の動物の子には縞が数本あり、瓜坊と呼ばれる。他の偶蹄類（ペッカリー科や、ウシ、カバ）は反芻をし、胃は3室以上あるが、胃は一つしかない。

### ペッカリー科
イノシシ科とほとんど変わらないが、例を挙げると犬歯が湾曲していないことが挙げられる。少しイノシシ科よりもサイズが小さい。歯は哺乳類の基本的な歯の形を保っている。また、イノシシ科に比べ四肢は長めで走行に適している。蹄は退化し3趾になりかけており、歯はイノシシ科よりも4本少ない。背中に臭腺を持ち、その臭腺から分泌される物質は木の根などに塗られ、マーキングに使われる。

## 生態

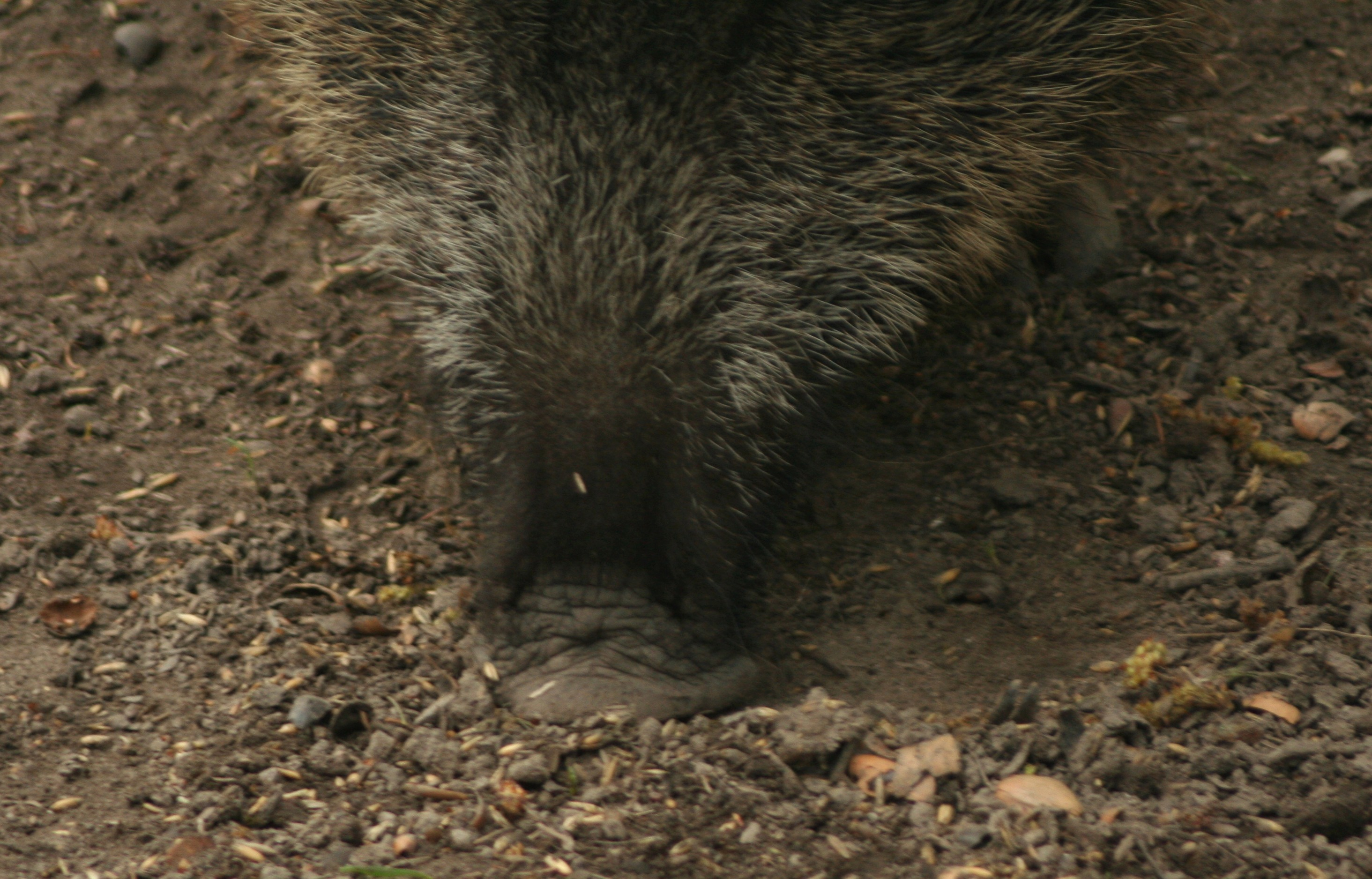
吻を地面に向け食べ物を探しているイノシシ。

イノシシ上科は、種によって生態や生息環境が異なり、雑食性。半水生のイノシシもいれば、サバンナ性のイノシシもいる。ほとんどのイノシシは長い吻をもっており、あちこちに歩き周り、発達した嗅覚で地中の食べ物を掘り返したりして食べている。また、同じ種同士で鳴き声でコミュニケーションをとる種もいる。胃は複数持つものがいるが、反芻はしない。

### イノシシ科

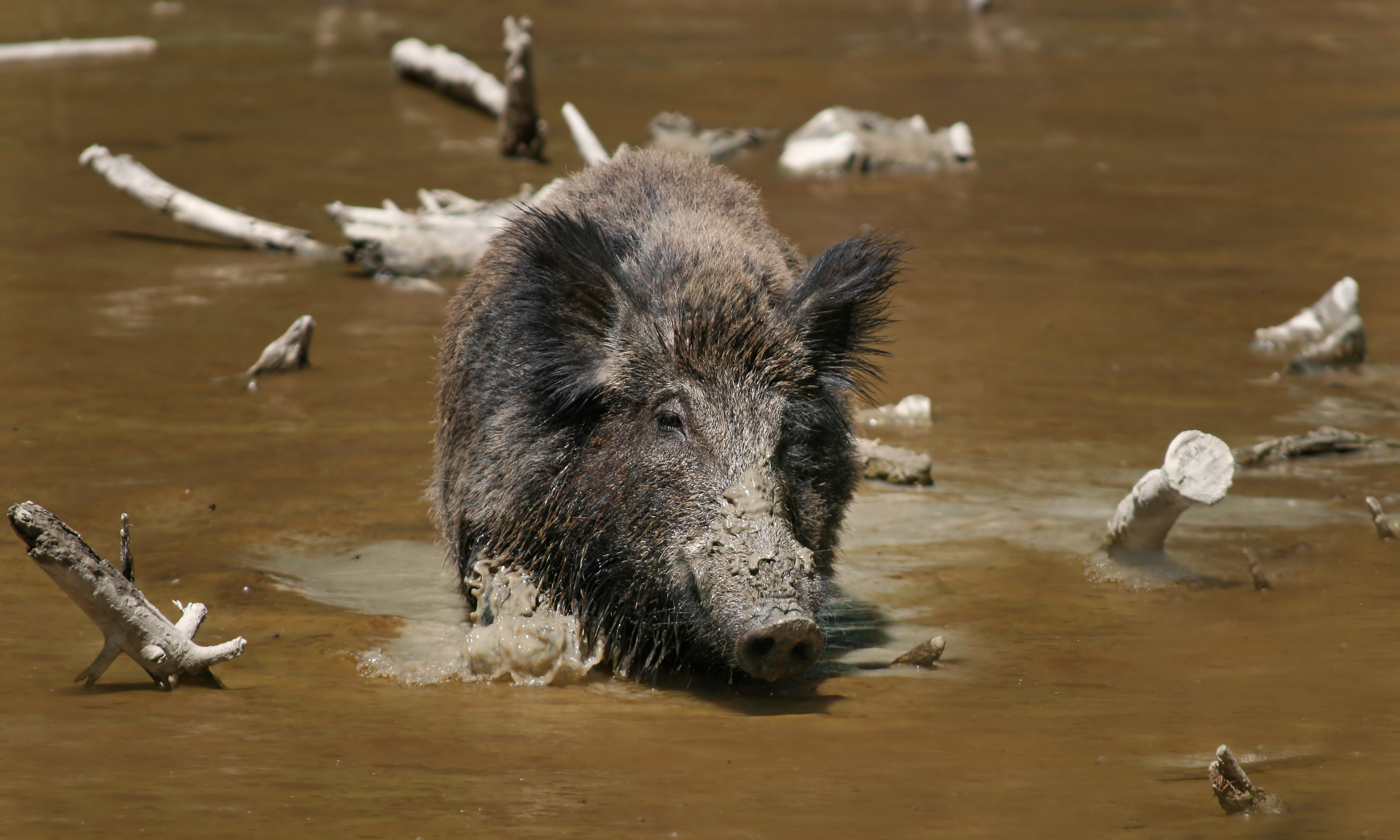
泥浴中のイノシシ

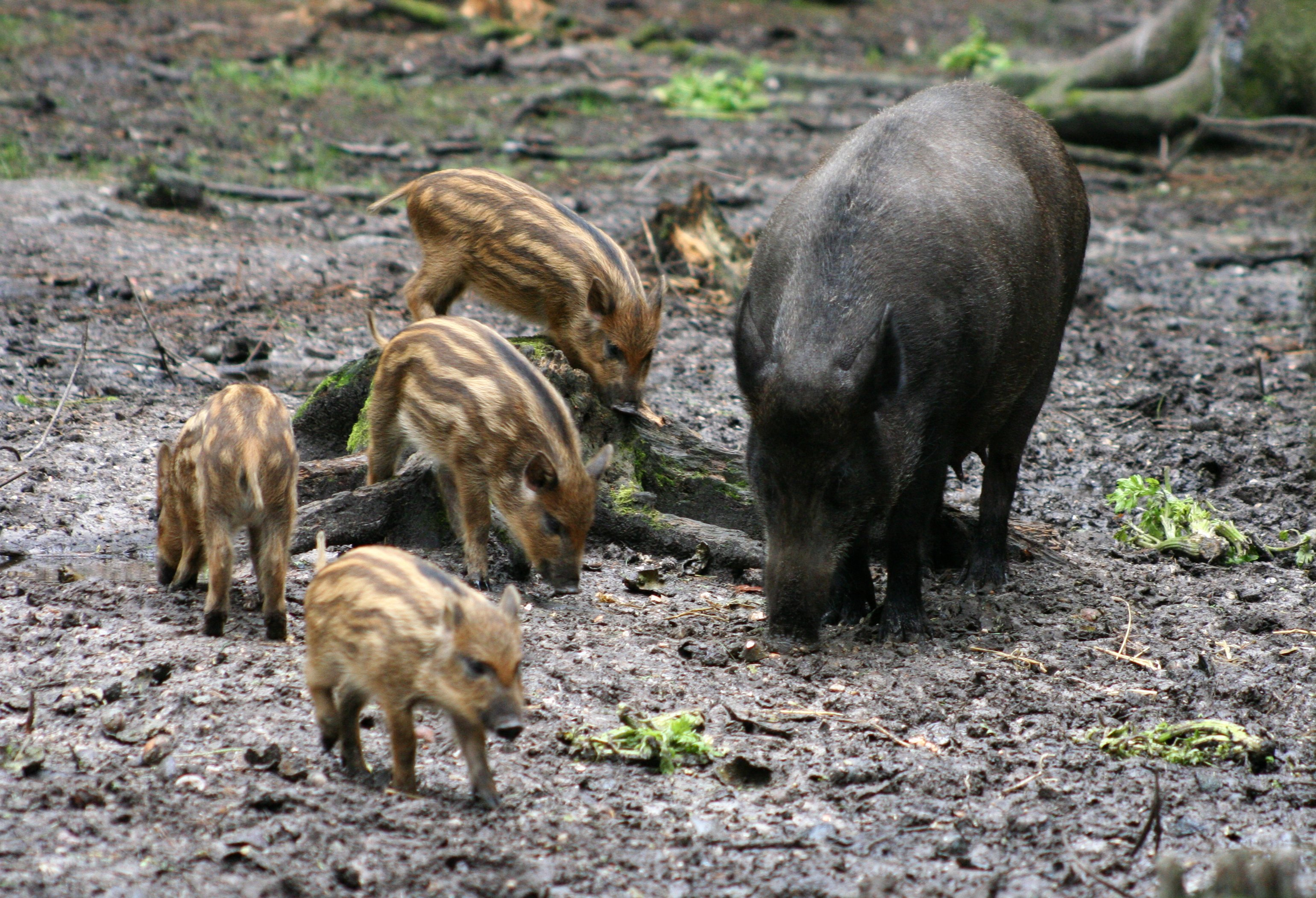
イノシシは仔が成体になるまで子を数頭連れ育てる。

雑食性でほぼなんでも食べる。日本のものは基本単独で生活するが、ヨーロッパのものは数十頭で生活する。あまり日中で生活しないが、狩猟などで危険な時は日中に活動する事もまれではない。イノシシ科にはよく利用する道があり、そこにたびたび泥を浴びる場所を設ける。これを泥浴という。目は小さく視力はあまりよくないが、嗅覚は非常に発達しており、聴覚は少し発達している。泳ぎは上手い。

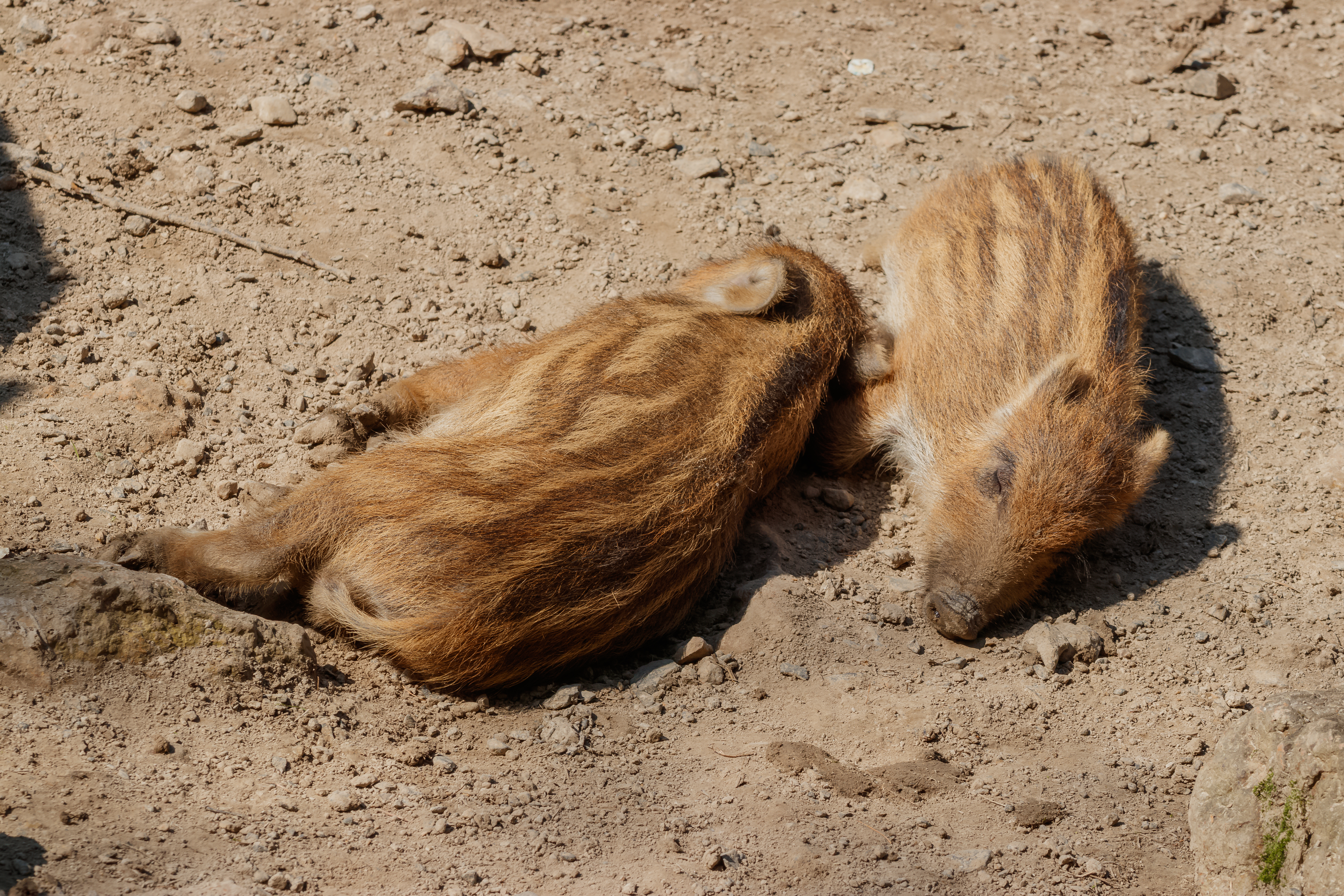
イノシシの幼体、斑点の縞が数本ある。

### ペッカリー科
雑食性でほぼなんでも食べる。多様な環境に適応している。群れでくらし、最大でも100頭ほど、最低でも6、7頭でくらす種がいる。これによって体温調節、外敵から守る、縄張りを守ることができる。種によって行動時間が異なる。胃は3室あるが、反芻胃ではない。固い食物でも効率よく分解できる。牙をこすり合わせ、音を発し、天敵を威嚇する。臭腺があり、これを木の根にこすりつけ、集団の縄張りを示すことができる。

## 繁殖
一般的に繁殖時期は一回しかなく、交尾は11月から1月にかけてする。季節の変化があまりない地域では2回するものもいる。性差があり、雌より雄のほうが大きい。また、頭突きないし牙での争いで雌を子孫を残すために雄同士で争う事もある。一般的に妊娠期間は3ヶ月から5ヶ月で出産から数週間後ぐらいで離乳する。

## 分布
イノシシ上科は南極大陸とオーストラリア大陸を除く全大陸に分布している。漸新世後期にヨーロッパでイノシシ科が誕生し、中新世に、イノシシ科がアフリカ、アジアに分布を広げた。また、イノシシ科とともに漸新世後期に、北アメリカ大陸に誕生した、のちに鮮新世から更新世にかけてパナマ陸橋を使い南アメリカにまで分布した。

## 人との関わり

### 狩猟

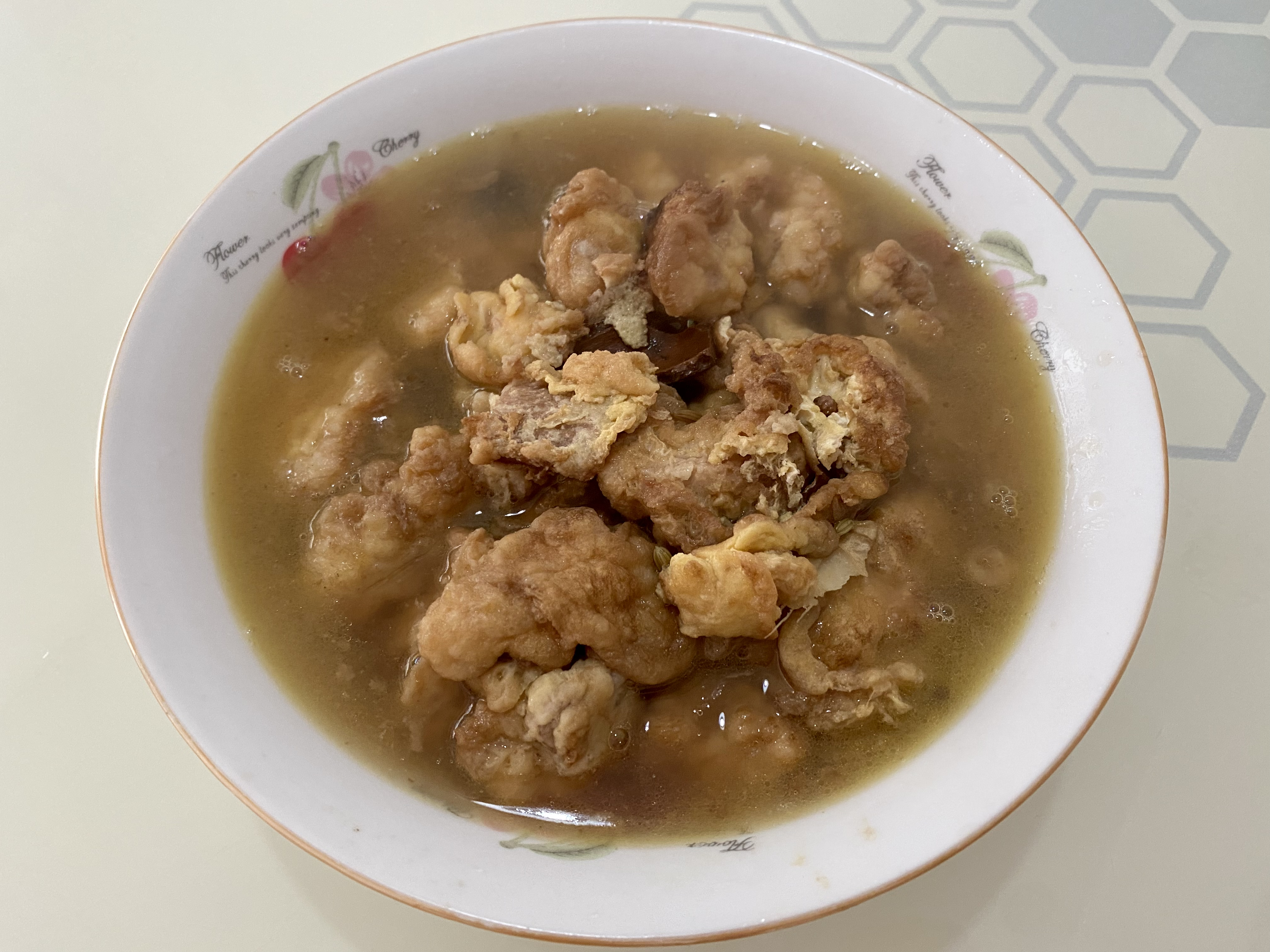
猪の肉は調理して食べられる。

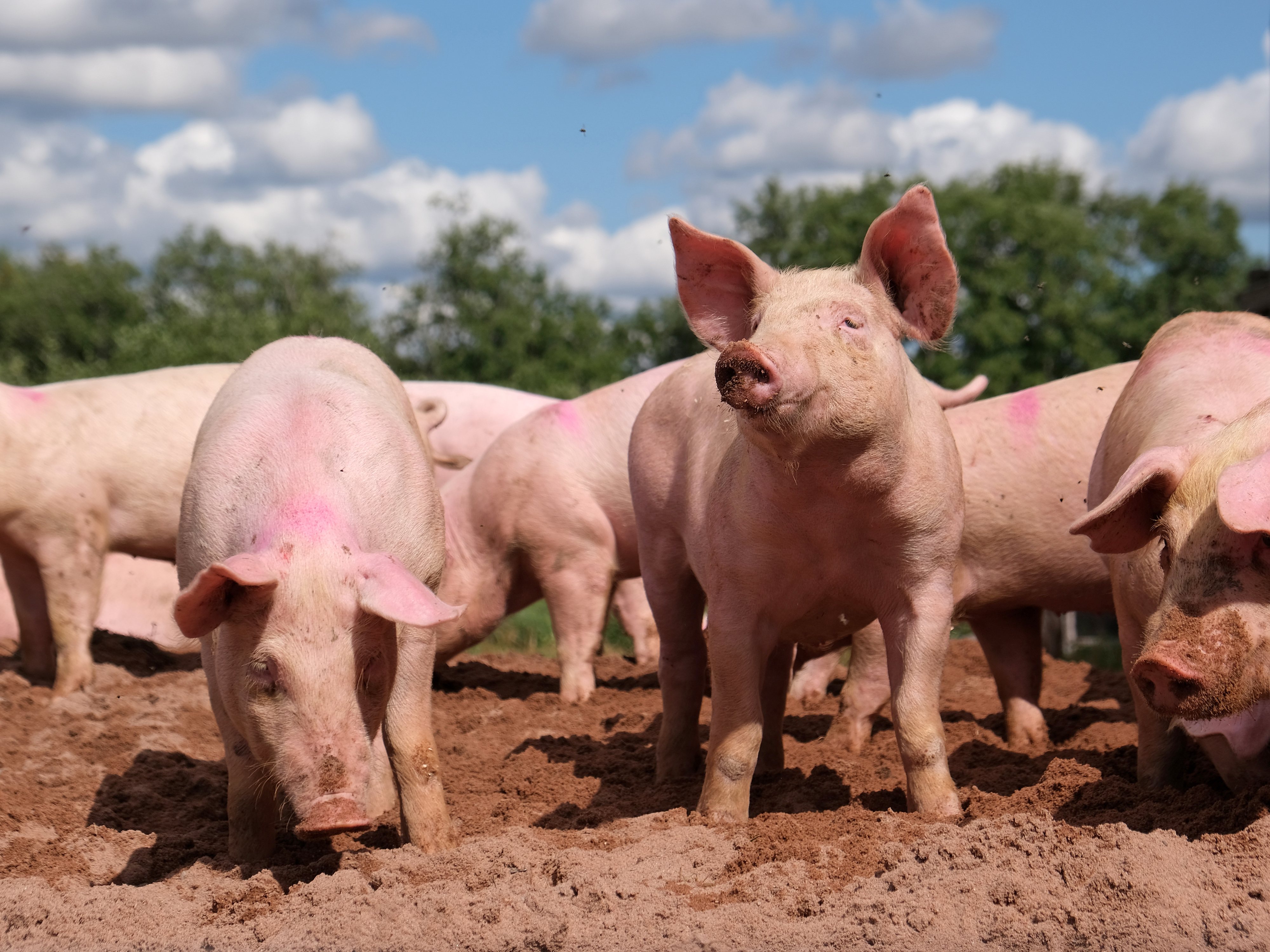
イノシシを家畜化したブタ。

イノシシは縄文時代の遺跡から骨が出土しており、昔から今も狩猟の対象とされ、また、採った皮や毛は、ブラシや敷物に使われ、肉は食料にされている。基本的に鍋にされている。
ペッカリー科は革が使われる。

### 料理
昔から料理にも使われ、ビタミンや脂肪、タンパク質が豊富に含まれており、冬の食材として使われている。

### 家畜
昔から家畜化された動物として、イノシシ科のブタが挙げられる。ブタの家畜化は、ヨーロッパとアジアのそれぞれの地域で独立して成立したと考えられている。前者はヨーロッパイノシシを原種として紀元前6000年ごろの西アジアで家畜化されており、後者はアジアイノシシを原種として紀元前8000年ごろの中国で家畜化された。また、ブタは人間が生活の全てを支えてきたので、自己防衛力が野生のイノシシと比べ非常に低い。マヤではペッカリーの大群を飼っていたそう。ペットや食料源としても農場で飼われたりしている。現在では両科合わせて300以上の品種がある。

### 害獣
日本ではイノシシは畑を荒らす害獣としても知られている。毎年イノシシによる農業被害、体当たりによる怪我が絶えない。アメリカではペッカリーの大群が人に押し寄せ大けがや死亡させた例もある。

## 分類
以下の現世のイノシシ上科の分類は川田（2018）に従う。
- Suidae イノシシ科
  - Suinae イノシシ亜科
    - Babyrousini バビルサ族
      - Babyrousa バビルサ属

    - Phacochoerini イボイノシシ族
      - Phacochoerus イボイノシシ属

    - Potamochoerini カワイノシシ族
      - Hylochoerus モリイノシシ属
      - Potamochoerus カワイノシシ属

    - Suini イノシシ族
      - Sus イノシシ属

  - Tayassuidae ペッカリー科
    - Catagonus チャコペッカリー属
    - Pecari クビワペッカリー属
    - Tayassu クチジロペッカリー属